# Ібн Арабі
Мухйіддін Абу Абдуллах Мухаммад ібн Алі аль-Андалусії (28 липня 1165, Мурсія - 10 листопада 1240, Дамаск) - ісламський богослов з Іспанії, найбільший представник і теоретик суфізму. Отримав прізвисько «найбільший учитель» (аш-Шайх ал-акбар).
Ібн Арабі розробив вчення про єдність буття (Вахдат ал-вуджуд), що заперечує відмінності Бога і світу. Критики (Ібн Таймійя та ін.) Бачили в цьому вченні пантеїзм, прихильники - істинний монотеїзм (таухид). Відстоював концепцію досконалої людини (аль-Інсан аль-камиль).
Ібн аль-Арабі багато подорожував, його поїздки та враження мали як правило містичну суфійську інтерпретацію. За його розповідями, він тричі зустрічався з Хізіром. Залишив близько 800 творів [джерело не вказано 908 днів].

## Біографія
Його повне ім'я: Абу Абдуллах Мухаммад ібн Алі ібн Мухаммад ібн Арабі аль-Хатімі ат-Таї аль-Андалусії, він також носив почесне прізвисько (лакаб) Мухйіддін («чистота релігії»). Ібн Арабі народився в знатній арабської сім'ї в місті Мурсія, в той час в Андалузії правили султани Альморавіди. У його оточенні були як знатні вельможі, так і аскети і подвижники. Ібн Арабі отримав гарну освіту в Севільї (Ішбілія), яка стає столицею і культурним центром династії Альмохадів.
У 1172 році в результаті реконкісти мусульмани зазнали тяжкої поразки. Він відмовляється від кар'єри чиновника і готується до духовного шляху. В 1180 році він зустрічався в Кордові з Ібн Рушдом (Аверроесом). Остаточно він стає суфієм в 1184 році, його вчителем стає аль-Урайбі. У процесі суфійської практики він зустрічається з численними людьми - авторитетними вченими і богословами, а також зі мандрівними аскетами і практиками екстазу.
У 1193 він залишає Андалузію і пускається в мандри по Магрибу (Північній Африці). З цього моменту починаються його наповнені містичними переживаннями подорожі, під час яких він тричі зустрічається з Хізір. Відображення цього періоду життя можна знайти в його праці «Святий дух» і в трактаті «Мекканські одкровення». У Тунісі він зустрічається з Абу Мадьяном, видатним суфійським учителем того часу.
Після повернення в Андалузію, він знову прямує в Магриб, і з 1195 по 1197 роки живе в Фесі, де спілкується з численними вченими, містиками і суфіямі. У цей час арабські володіння в Андалузії знаходяться під загрозою захоплення з боку кастильського короля Альфонсо VIII, в Фесі виникають серйозні суперечки з приводу сенсу буття, і до Ібн Арабі приходить ряд одкровень. У нього з'являється чимало учнів і послідовників, для яких він пише численні настанови.
Тоді він відмовляється від пропозиції посаді з боку магрибського султана і повертається знову в Андалузію, в Мурсію і Гранаду, відвідуючи також суфійську школу в Альмерії. Тоді він вже готується до хаджу, і в 1200 назавжди залишає Андалузію, перебравшись в Марракеш.
У Марракеші його відвідує одкровення, в якому він перетворився на птицю, ширяючу навколо Божественного Трону, і отримує вказівку попрямувати в хадж, взявши собі в супутники Мухаммада аль-Хассара, вченого з Феса. Він їде в Фес, потім в Беджаія а потім в Туніс, знову зустрічаючись з Абу Мадьяном.
У 1202 він прямує до Мекки, куди добирається через Олександрію і Каїр, де в цей час після кількох неврожаїв виник страшний голод. По дорозі в Мекку він відвідує Єрусалим і Хеврон, поклоняється могил патріархів, звідки їде в Медину, і в тому ж році опиняється в Мецці.
У Мецці він починає роботу над «мекканских одкровеннями», які стають справою його життя. Тоді у нього виникає безліч учнів, число яких ще більше зростає під час його наступних подорожей. Тоді ж у Мецці він знайомиться з сельджукским вельможею Маджаддіном аль-Румі, з яким зберігає міцну дружбу аж до його смерті, і далі подорожує з його караваном в Багдад і до Коньї.
У 1205 він прямує в Багдад.
У 1207 він знову прямує в Єгипет і здійснює ще одну поїздку в Мекку.
Далі він направляється в сельджукську столицю - місто Конья. Його візит має великий вплив на суфізм в Персії і навіть в Індії.

З 1223 проживав в Дамаску, де помер в 1240 році.

## Критика
Ібн Хальдун, присвячуючи суфізму цілу главу у своїй праці «Мукаддіма», згадує Ібн Арабі: «Представники суфіїв і мутакаллимов далеко зайшли в питанні одкровення і в тому, що знаходиться за межами свідомості. І багато з них дійшли до пантеїзму і єдиності, як ми вказали на це. Вони виклали свої погляди в текстах, як аль-Хараві у своїй книзі "аль-Макамат"; їм послідував Ібн Арабі і Ібн Сабін (араб.), а також Ібн аль-Афіф (араб.), Ібн аль-Фарід і ан-Наджм аль-Ісра у своїх поемах »

## Публікації творів російською мовою
- Мекканські одкровення (ал-Футухат ал-маккійа). Введення і переклади А. Д. Книша. СПб .: Центр «Петербурзьке сходознавство», 1995. - ISBN 5-85803-040-8. Містить переклади творів «Зображення кіл, що охоплюють подобу людини Творцю і створеним світу», «Пута для підготовлюваного вскочити» і фрагменти трактату «Мекканські одкровення».
- Настанови шукає Бога. Переклад і коментарі А. В. Смирнова. - В кн .: Середньовічна арабська філософія: проблеми та рішення. М .: «Східна література», 1998, с. 296-338.
- Геми мудрості. Переклад В. А. Смирнова. Вид .: Бейрут, 1980; рус. - В кн .: Смирнов А. В. Великий шейх суфізму (досвід парадигмального аналізу філософії Ібн Арабі). М., 1993, с. 145-321.